# 孟卡拉
孟卡拉（英語：Menkaure），又譯门卡拉，是古埃及第四王朝的法老，大約在前26世纪間在位約18年。孟卡拉這名字的意思是“拉神的力量永远存在”（这是一个拉名）。按希臘人希罗多德的说法，他是奇奥普斯（胡夫）的儿子，在其兄（或叔叔）卡夫拉死后继位。他在吉萨修建了三大金字塔之中的一座孟卡拉金字塔。